# Математическо очакване
В математиката, и по-точно в теорията на вероятностите и статистиката, математическото очакване представлява характеристична стойност на вероятностното разпределение на една случайна величина. Математическото очакване се базира на теорията на абстрактния интеграл на Лебег. Може да се интерпретира като „средна стойност“ на дадена случайна величина, въпреки че тази стойност може да не бъде възможен неин изход. Математическото очакване не бива да се бърка с „най-вероятен изход“ от случайния експеримент.

## Дефиниция

### Означение
С {\displaystyle {\mathfrak {L}}_{1}} = {\displaystyle {\mathfrak {L}}_{1}(\Omega ,{\mathfrak {A}},P)} се означава множеството на интегрируемите по Лебег случайни величини, дефинирани върху вероятностното пространство ({\displaystyle \Omega ,{\mathfrak {A}},P}).
Нека {\displaystyle X\in {\mathfrak {L}}_{1}}. Тогава интегралът
{\displaystyle E(X)=\int \limits _{\Omega }^{}X(\omega )\,dP(\omega )} се нарича математическо очакване на случайната величина {\displaystyle X}.
Впоследствие се разглеждат два специални случая, които са разискани по-долу.

### Математическо очакване на дискретна случайна величина
Ако {\displaystyle X} е дискретна случайна величина, т.е. ако {\displaystyle P(\{X\in D\})=1}, за едно изброимо множество {\displaystyle D\subset \mathbb {R} }. {\displaystyle X\in {\mathfrak {L}}_{1}} то нейното математическо очакване е {\displaystyle E(X)=\sum _{x\in D}^{}x\cdot P(\{X=x\})} тогава и само тогава, когато {\displaystyle \sum _{x\in D}^{}|x|\cdot P(\{X=x\})<\infty }.

### Математическо очакване на непрекъсната случайна величина
Ако {\displaystyle X} е непрекъсната случайна величина с плътност на разпределението {\displaystyle f_{X}}.
{\displaystyle X\in {\mathfrak {L}}_{1}}  то нейното математическо очакване е  {\displaystyle E(X)=\int \limits _{-\infty }^{\infty }x\cdot f_{X}(x)\,dx} тогава и само тогава, когато {\displaystyle \int \limits _{-\infty }^{\infty }|x|\cdot f_{X}(x)\,dx<\infty }.

## Свойства
Математическото очакване представлява функция {\displaystyle E:{\mathfrak {L}}_{1}\rightarrow \mathbb {R} } със следните свойства:
- Ако {\displaystyle c\in \mathbb {R} } е константа, то тогава {\displaystyle E(c)=c}.

- За {\displaystyle X,Y\in {\mathfrak {L}}_{1}} и {\displaystyle \alpha ,\beta \in \mathbb {R} } важи

{\displaystyle E(\alpha X+\beta Y)=\alpha E(X)+\beta E(Y)}. (линейност)
- Ако важи {\displaystyle X\leq Y} за две случайни величини X и Y, то тогава следва

{\displaystyle E(X)\leq E(Y)}. (монотонност)

## Примери

### Пример 1.
Нека {\displaystyle X\sim \mathbb {B} (n,p)} бъде една биномно разпределена случайна величина с параметри {\displaystyle n\in \mathbb {N} } и {\displaystyle p\in [0,1]}. Тогава математическото очакване на X e {\displaystyle E(X)=n\cdot p}.
Доказателство:
Разглеждаме {\displaystyle X_{1},\ldots ,X_{n}} независими и еднакво разпределени случайни величини с {\displaystyle X_{1}\sim \mathbb {B} (1,p)} ({\displaystyle X_{1}} е Бернули-разпределена с параметър {\displaystyle p}). Тъй като {\displaystyle D=\{0,1\}} е изброимо множество, попадаме в първи случай, разгледан в дефиницията по-горе. Тогава
{\displaystyle E(X_{1})=\sum _{x\in D}^{}|x|\cdot P(\{X_{1}=x\})=\sum _{x\in \{0,1\}}^{}x\cdot P(\{X_{1}=x\})}
{\displaystyle =\sum _{k=0}^{1}k\cdot P(\{X_{1}=k\})=0\cdot P(\{X_{1}=0\}+1\cdot P(\{X_{1}=1\}=0\cdot (1-p)+1\cdot p=p<\infty .}
Дефинирайте {\displaystyle X:=\sum _{i=1}^{n}X_{i}}. Тогава {\displaystyle X\sim \mathbb {B} (n,p)} и с помощта на линейността на математическото очакване получаваме {\displaystyle E(X)=E(\sum _{i=1}^{n}X_{i})=\sum _{i=1}^{n}E(X_{i}){\overset {\underset {\mathrm {iid} }{}}{=}}n\cdot E(X_{1})=n\cdot p}.

### Еднократно хвърляне на зар. Стохастичен модел на случайния експеримент
{\displaystyle \Omega :=\{1,\ldots ,6\}}
{\displaystyle {\mathfrak {A}}:={\mathfrak {P}}(\Omega )}
{\displaystyle P} : равномерно разпределение върху {\displaystyle {\mathfrak {A}}}.
Дефинираме една случайна величина {\displaystyle X}:
{\displaystyle X(\omega ):=\omega }, която ще описва изхода от хвърлянето. Тогава имаме {\displaystyle P(\{X=k\})={\frac {1}{6}}} за {\displaystyle k\in \{1,\ldots ,6\}}. С това {\displaystyle E(X)=\sum _{k\in \{1,\ldots ,6\}}^{}k\cdot P(\{X=k\})=\sum _{k=1}^{6}k\cdot P(\{X=k\})=(1+2+3+4+5+6)\cdot {\frac {1}{6}}=3,5}.